# Walzenhausen
Walzenhausen ist eine politische Gemeinde im Vorderland des Kantons Appenzell Ausserrhoden in der Schweiz.

## Geographie
Walzenhausen liegt auf dem östlichsten Ausläufer der Hügelkette des Appenzeller Vorderlandes und ist in mehrere Ortsteile gegliedert. Das Zentrum der Gemeinde befindet sich beim Bahnhof der Bergbahn Rheineck–Walzenhausen an einem Nordhang oberhalb von Rheineck. Der nahe gelegene Bodensee befindet sich rund 300 m tiefer, so dass man vom Dorf aus ein schönes Panorama der Bodenseeregion hat. In südöstlicher Richtung liegt Walzenhausen-Platz in einem kleinen Talkessel, der nach St. Margrethen abfällt. Auf diesem Gemeindegebiet befindet sich das Kloster Grimmenstein, das eine Exklave des Kantons Appenzell Innerrhoden bildet. Vom Weiler Wilen aus führt eine Verbindungsstrasse ins südlich gelegene Berneck und St. Galler Rheintal hinunter. Ein Dreikantoneeck zu den Kantonen Appenzell Innerrhoden und St. Gallen findet sich bei Wilen (). Der tiefste Punkt der Gemeinde liegt auf 509 m ü. M. (Hof), der höchstgelegene auf 947 m ü. M. (Blasenweid), der Bahnhof der Bergbahn Rheineck-Walzenhausen auf 673 m ü. M.
Die Fläche von Walzenhausen von 698 ha teilt sich auf in:
- Siedlungsflächen 92 ha
- Landwirtschaftliche Nutzflächen 367 ha
- Wald 242 ha

## Geschichte

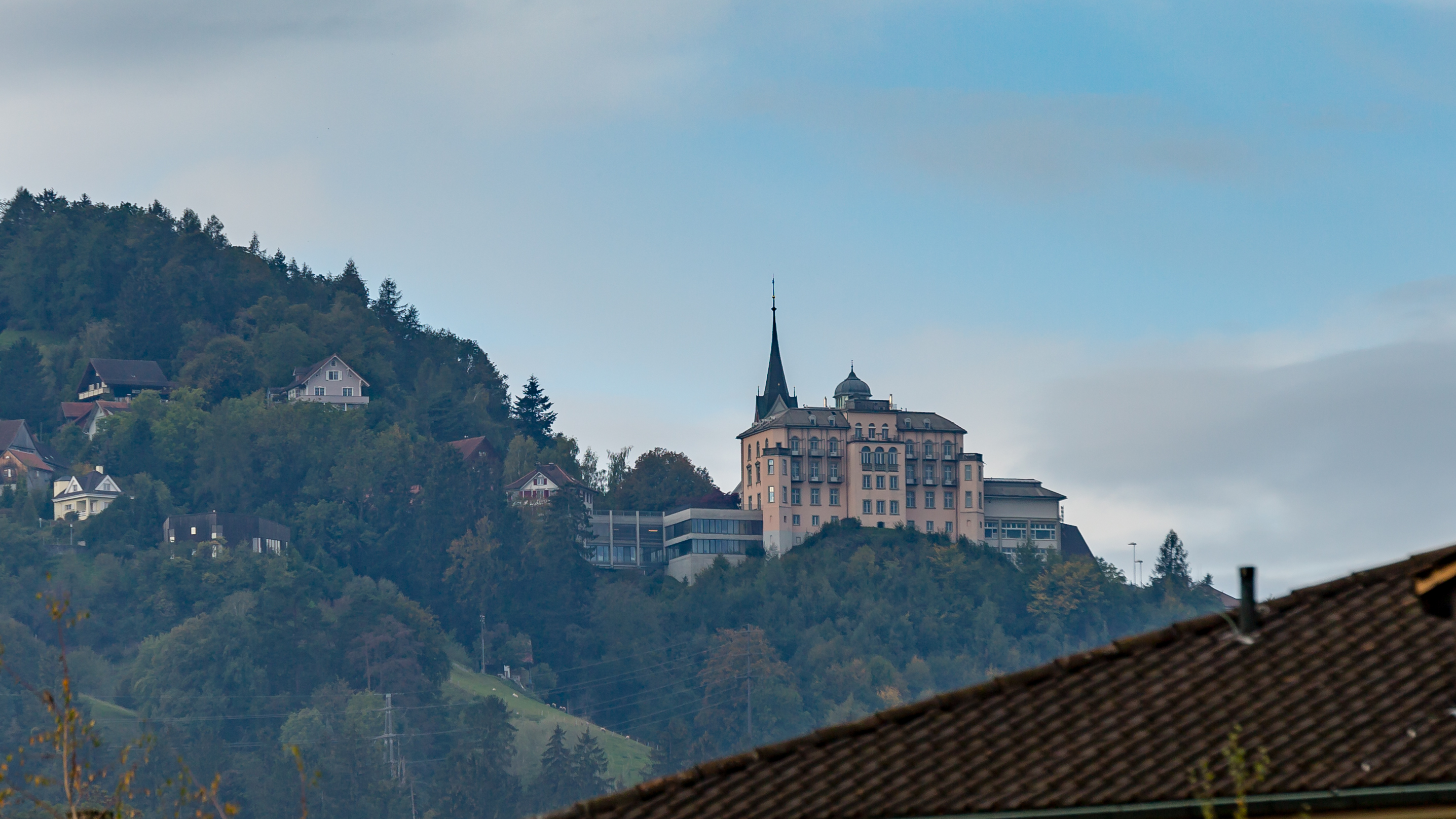
Walzenhausen: Rheinburg-Klinik und Kirchturm

Historisches Luftbild von Walter Mittelholzer von 1923

Ursprünglich gehörte Walzenhausen zum Gehöft  Höchst–St. Margrethen im Rheintal. Es wurde damals Unter Hirschberg genannt. Dieses Gehöft umfasste Höchst, St. Margrethen, Fußach, Gaißau bis hinauf nach Walzenhausen und erstreckte sich weiter bis zur Grenze von Thal. Eine erste urkundliche Erwähnung des Hofes als „Hostetharro marcha“ (die Mark der Höchster) stammt aus dem Jahre 881, die erste urkundliche Erwähnung von Walzenhausen stammt aus dem Jahre 1320. Nach den Appenzeller Kriegen schloss sich Walzenhausen den Appenzellern an und wurde Teil der appenzellischen Rhode Trogen. Doch es dauerte bis ins 16. Jahrhundert, ehe die Gebietsansprüche des alten Hofes übertragen werden konnten. Während der Reformation traten die meisten Bewohner von Unter Hirschberg zum neuen Glauben über und bauten 1638 eine eigene Kirche. Mit dem Bau der Kirche konstituierte sich Walzenhausen auch als eigenständige Gemeinde.
Im 19. Jahrhundert entstanden erste Schulhäuser und soziale Einrichtungen wie das Armenhaus, es wurden Strassen angelegt, und der Feuerschutz wurde verbessert. Ackerbau und Viehzucht wurden mehr und mehr mit Textilgewerbe ergänzt. Die Bauern woben in Heimarbeit im eigenen Keller. Das typische Walzenhuser Tuch war eine eher grobe Leinwand. Einige Fabrikanten gelangten damit zu Reichtum. Nach 1850 entwickelte sich das Dorf zu einem Zentrum der Grobstickerei (Rideauxfabrikation). Ergänzend etablierten sich mehrere Zwirnereien. Ebenfalls fasste die Seidenbeuteltuchweberei Fuss. Diese Blütezeit endete mit dem Ausbruch des Ersten Weltkriegs. 1921 stieg die Zahl der Arbeitslosen auf einen Höchststand, die Stickmaschinen wurden verschrottet, auch aus Walzenhausen wanderten viele nach Übersee aus. Eine gewisse Entspannung trat ein, als Ulrich Jüstrich 1930 seine Bürstenfabrik eröffnete.
Ab Mitte des 19. Jahrhunderts begann der Aufstieg Walzenhausens als Kurort. 1870 entstand das Hotel «Kurhaus» (später «Hotel Walzenhausen»), 1878 wurde die «Rheinburg» zum Grand Hotel, es folgten «Sonne», «Falken», «Friedheim». Die Meldegg und die Gebhardshöhe gehörten zu den beliebten Ausflugsorten. In die Blütezeit des Tourismus fällt auch der Bau der Bergbahn Rheineck–Walzenhausen 1896. In Konkurrenz zum nahen Heiden beherbergte Walzenhausen vorwiegend Gäste aus dem Mittelstand. Der Ausbruch des Ersten Weltkriegs beendete den Tourismus schlagartig.
Das Ende der Textilindustrie und des Tourismus bewirkte eine deutliche Abnahme der Bevölkerungszahl. Das Gewerbe, die Niederlassung mehrerer spezialisierter Firmen und die neue Art von Kurtourismus mit der Rehabilitationsklinik in der Rheinburg vermochten dies nur teilweise aufzufangen.

### Bevölkerung
| Bevölkerungsentwicklung | Bevölkerungsentwicklung | Bevölkerungsentwicklung | Bevölkerungsentwicklung | Bevölkerungsentwicklung | Bevölkerungsentwicklung | Bevölkerungsentwicklung | Bevölkerungsentwicklung | Bevölkerungsentwicklung | Bevölkerungsentwicklung | Bevölkerungsentwicklung | Bevölkerungsentwicklung | Bevölkerungsentwicklung | Bevölkerungsentwicklung | Bevölkerungsentwicklung | Bevölkerungsentwicklung |
| ----------------------- | ----------------------- | ----------------------- | ----------------------- | ----------------------- | ----------------------- | ----------------------- | ----------------------- | ----------------------- | ----------------------- | ----------------------- | ----------------------- | ----------------------- | ----------------------- | ----------------------- | ----------------------- |
| Jahr                    | 1667                    | 1813                    | 1850                    | 1870                    | 1888                    | 1900                    | 1920                    | 1941                    | 1960                    | 1980                    | 1990                    | 2000                    | 2010                    | 2020                    | 2022                    |
| Einwohner               | 1013                    | 1483                    | 1794                    | 2235                    | 2959                    | 3078                    | 3029                    | 2408                    | 2345                    | 2004                    | 2152                    | 2181                    | 2050                    | 2015                    | 2040                    |

## Politik
Michael Litscher ist der aktuelle Gemeindepräsident der Gemeinde Walzenhausen (Stand Juli 2023). Walzenhausen verfügt über einen fünfköpfigen Gemeinderat, der unter der Leitung des Gemeindepräsidenten steht. Der Rat wird für eine vierjährige Amtszeit von den Stimmbürgerinnen und Stimmbürgern im Majorzverfahren bestimmt. Der Gemeinderat ist ein politisches Organ der Exekutive und kümmert sich im Rahmen seiner Kompetenzen um die laufenden Geschäfte der Gemeinde. Es gibt auf Gemeindeebene keine begrenzte Anzahl Amtszeiten. Die aktuelle Zusammensetzung des Gemeinderats ist auf der Webseite der Gemeinde ersichtlich.
Aufgrund der Einwohnerzahl hat Walzenhausen im Kantonsrat in Herisau, der Legislative des Kantons, zwei Sitze. Die Personen werden im Majorzverfahren von den Stimmbürgerinnen und Stimmbürgern für eine Amtszeit von vier Jahren gewählt. Die Kantonsrätinnen und Kantonsräte vertreten die Interessen der Gemeinde auf kantonaler Ebene. Die aktuellen Vertretungen aller Gemeinden sind auf der Webseite des Kantonsrats verzeichnet.

## Wirtschaft
Das Gebiet war ursprünglich landwirtschaftlich geprägt. Gras- und Milchwirtschaft, Getreide- und Obstanbau dominierten. 2021 zählte Walzenhausen aber nur noch 20 Bauernhöfe. Bis 1910 wurde auch Wein angebaut, diese Tradition wurde 2004 wiederaufgenommen.
In der Gemeinde gibt es vielfältige Gewerbebetriebe. Rund 200 Klein- und Mittelbetriebe sind im Gewerbeverein Walzenhausen zusammengeschlossen. Dieser organisiert auch alle paar Jahre die Gewerbeausstellung GEWA.
Die Einkaufszentren in St. Margrethen und Vorarlberg haben zu einem Rückgang des Detailhandels geführt. 2023 schloss die letzte Metzgerei, einzig eine Bäckerei blieb übrig. Der Mercato Shop mit Postagentur im Bahnhofsgebäude wurde 2016 eröffnet.

### Unternehmen

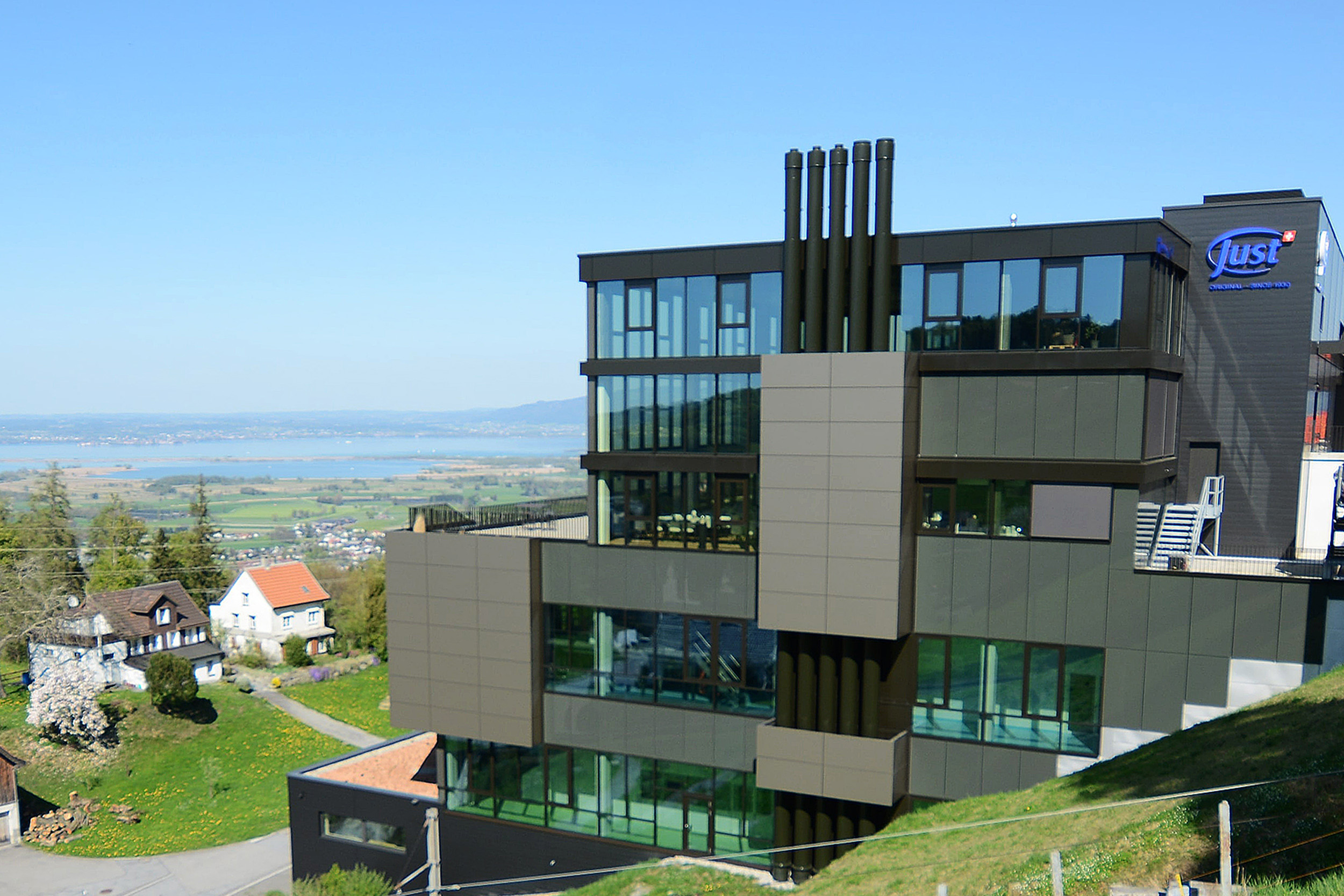
Der Neubau der Firma Just Schweiz in Walzenhausen

1930 gründete Ulrich Jüstrich in der alten Stickereifabrik seines Vaters eine neue Firma. Sie entwickelte und produzierte zunächst Bürsten. Vertrieben werden die Produkte von Verkaufsberatern, die von Tür zu Tür gehen. Den Direktvertrieb hat Just AG bis heute beibehalten. Die Firma wuchs mit den Jahren und weitete das Sortiment auf Körperpflege- und Kosmetikprodukte aus. Die international tätige Firma hat am Unternehmenssitz in Walzenhausen 2016 ein neues Produktionszentrum eingeweiht. Just wird inzwischen von der dritten Generation Jüstrich geführt.
Die Herrmann AG wurde 1946 vom Werkzeugmacher und Konstrukteur Ernst Herrmann gegründet. Sie stellte in der Anfangszeit mechanische Einzelteile sowie Spritz- und Stanzwerkzeuge her. In den folgenden Jahren verlagerte sich der Tätigkeitsbereich hin zum Spritzguss von Kunststoffteilen. Heute produziert sie vor allem Verschlüsse oder Verschlusssysteme in Spritzgusstechnik. Nach wie vor stellt sie ihre Werkzeuge selber her. Die Fabrik wurde mehrmals erweitert, zuletzt wurde 2010 ein vierstöckiger Erweiterungsbau eingeweiht.
Die Knoepfel AG wurde 1962 von Hugo Knoepfel gegründet. Die Firma ist auf Metallverarbeitung spezialisiert. Sie stellt mechanische Präzisionsteile für den Fahrzeugbau her. Die ursprünglich in der Schlissi beheimatete Werkstätte wurde mehrmals erweitert und befindet sich seit 1991 im Gaismoos.

### Medien
Seit 1994 gibt Walzenhausen ein eigenes Gemeindeblatt heraus. Neben amtlichen Informationen wird darin z. B. über die Schule oder über Veranstaltungen informiert. Seit 1996 heisst die Publikation «Treffpunkt», erscheint 11-mal im Jahr und wird von einem eigenen Redaktionsteam betreut (Nicole Konrad, Isabelle Kürsteiner, Iris Oberle, Simon Schiess und Sonja Schreiber).

### Bildung
Zu Beginn des 19. Jahrhunderts gab es in Walzenhausen drei Freischulen: im Dorf, in der Lachen und im Platz. Mit dem zunehmenden Wohlstand wurden neue Schulhäuser gebaut. Aufgrund der rückläufigen Schülerzahlen wurde 1968 die Schule Lachen geschlossen. Im Gegenzug wurde ein Schulbusbetrieb eingeführt.
Aktuell wird im Schulhaus Bild die 1. und 2. Klasse unterrichtet, im Schulhaus Wilen die 3. und 4. Klasse, im Schulhaus Güetli die 5. und 6. Klasse und im Schulhaus Dorf die Oberstufe. Das älteste Schulhaus Nef wird von der Musikschule und der Spielgruppe genutzt. In der 1980 erstellten Mehrzweckanlage gibt es eine Doppelturnhalle mit einer Bühne, eine Bibliothek, einen Singsaal, Hauswirtschaftsräume und Werkstätten für die Oberstufe.

### Öffentliche Einrichtungen

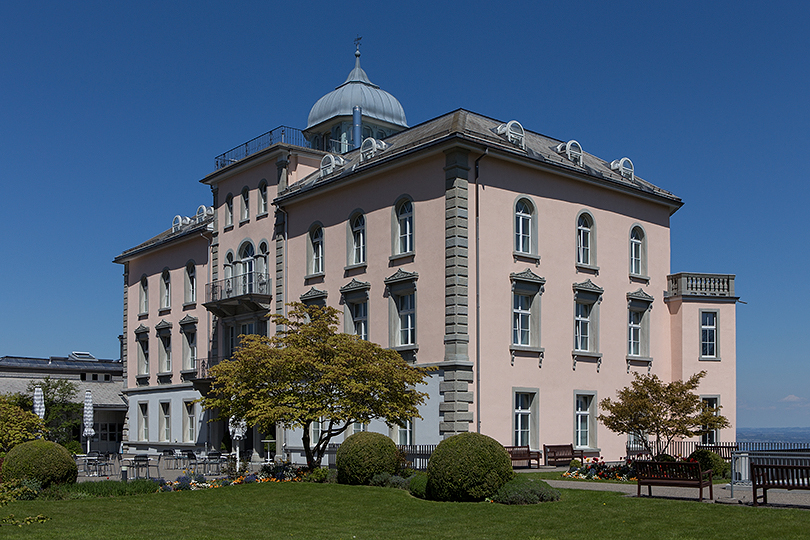
Rheinburg

Die Rheinburg ist seit 1995 eine Klinik für akutstationäre neurologische und orthopädische Rehabilitation. Sie bietet eine Vielfalt an Therapien für stationäre und ambulante Patientinnen und Patienten an. Ausserdem organisiert die Rheinburg-Klinik Kurse und Seminare zur Ausbildung von Fachkräften. Das markante Haus auf der Geländeterrasse mit Weitblick hat eine lange und wechselvolle Geschichte: Es wurde 1874 vom umtriebigen Pfarrer Johannes Kopp auf eigene Rechnung erbaut. Für den Bau musste der Friedhof verlegt werden. Kopp betrieb in der Rheinburg ein privates Erziehungsinstitut und eine Kuranstalt, ging damit aber Konkurs. Ab 1878 wurde die Rheinburg zum Grand Hotel. Mit dem Ersten Weltkrieg war jedoch die goldene Zeit des Tourismus vorbei. Zwischen 1965 und 1980 bot der Schweizer Verein für Familienherbergen in der Rheinburg preisgünstige Ferienaufenthalte an. 1985 erwarb dann die Ausserrhoder Kantonalbank das Gebäude und restaurierte es stilgerecht. Das Vorhaben, in der Rheinburg ein Zentrum für Schmerzmedizin einzurichten, war nicht erfolgreich und musste nach zwei Jahren wieder aufgegeben werden. Die heutige Rheinburg-Klinik AG steht auf der Spitalliste und ist in den Verbund der Kliniken Valens eingegliedert.
Das Alterswohnheim Walzenhausen befindet sich im Ortsteil Almendsberg. Das Haus war 1874 als Armenanstalt gebaut worden. 1909 brannte es ab und wurde als Bürgerheim für minderbemittelte und randständige Menschen neu aufgebaut. 1964 wurde das Gebäude renoviert und erweitert und ist seither ein Alterswohnheim. Die Infrastruktur wurde wiederholt modernisiert. Die Kafistube ist öffentlich.

### Soziale Institutionen
Der «Sonneblick» in Walzenhausen geht auf eine Initiative des Pfarrers Paul Vogt zurück. Sein Hilfswerk für Arbeitslose bot jungen Männern Beschäftigung, Bildung und Sport und damit auch eine Perspektive. 1933 konnte Vogt dafür ein Stickerhämetli erwerben - daraus wurde das Evangelische Sozialheim Sonneblick. Ausser Menschen vom Rand der Gesellschaft nahm das Haus im Zweiten Weltkrieg wie auch später während des Ungarnaufstands 1956 immer wieder Flüchtlinge auf. Bis Mitte der 1980er-Jahre blieb der Sonneblick ein christliches Erholungsheim, das von Diakonissen geführt wurde. Nach einer wechselvollen Zeit betrieb ab 1995 eine Stiftung den Sonneblick als Gästehaus mit sozialer Zielsetzung. 2016 beschloss der Stiftungsrat, die Häuser dem Kanton Appenzell Ausserrhoden zu vermieten für den Betrieb eines Durchgangszentrums für Asylsuchende. Dagegen kam es zu Einsprachen, die bis vor Bundesgericht gingen. Das Asylzentrum Sonneblick wurde schliesslich im Februar 2021 eröffnet.
Die Stiftung Waldheim hat ihren Sitz in Walzenhausen-Lachen. Die Stiftung betreut Jugendliche und Erwachsene mit mehrfachen Beeinträchtigungen. Die Gründung des «Waldheims» war eine Folge der Schliessung des Asyls für Geisteskranke, das 1823 von Bartolome Leuch gegründet worden war. Leuchs Irrenanstalt im Schutz war eine Pioniertat, musste 1943 aber aufgegeben werden. Der Psychiatriepfleger Josef Kämpf suchte nach einer Lösung für die Bewohner und fand als Gründerhaus das «Waldheim» in Rehetobel. 2023 betrieb die Stiftung Waldheim sechs Wohnheime, darunter das «Bellevue» und die «Krone» in Walzenhausen.
Von 1957 bis 1975 existierte das «Töchterheim Sonnenberg». Es wurde von einem Prediger betrieben und nahm junge Frauen im Alter von 16 bis 20 Jahren auf, um sie mit Erziehung durch Arbeit zu sittsamen Ehefrauen zu erziehen. Zugewiesen wurden die Frauen von Fürsorgeämtern aus verschiedenen Kantonen. Sie mussten in den umliegenden Fabriken arbeiten, ihr Lohn ging ans Heim. Eine Aufarbeitung der Situation der Schweizer Zwangsarbeiterinnen ist angelaufen.

### Verkehr

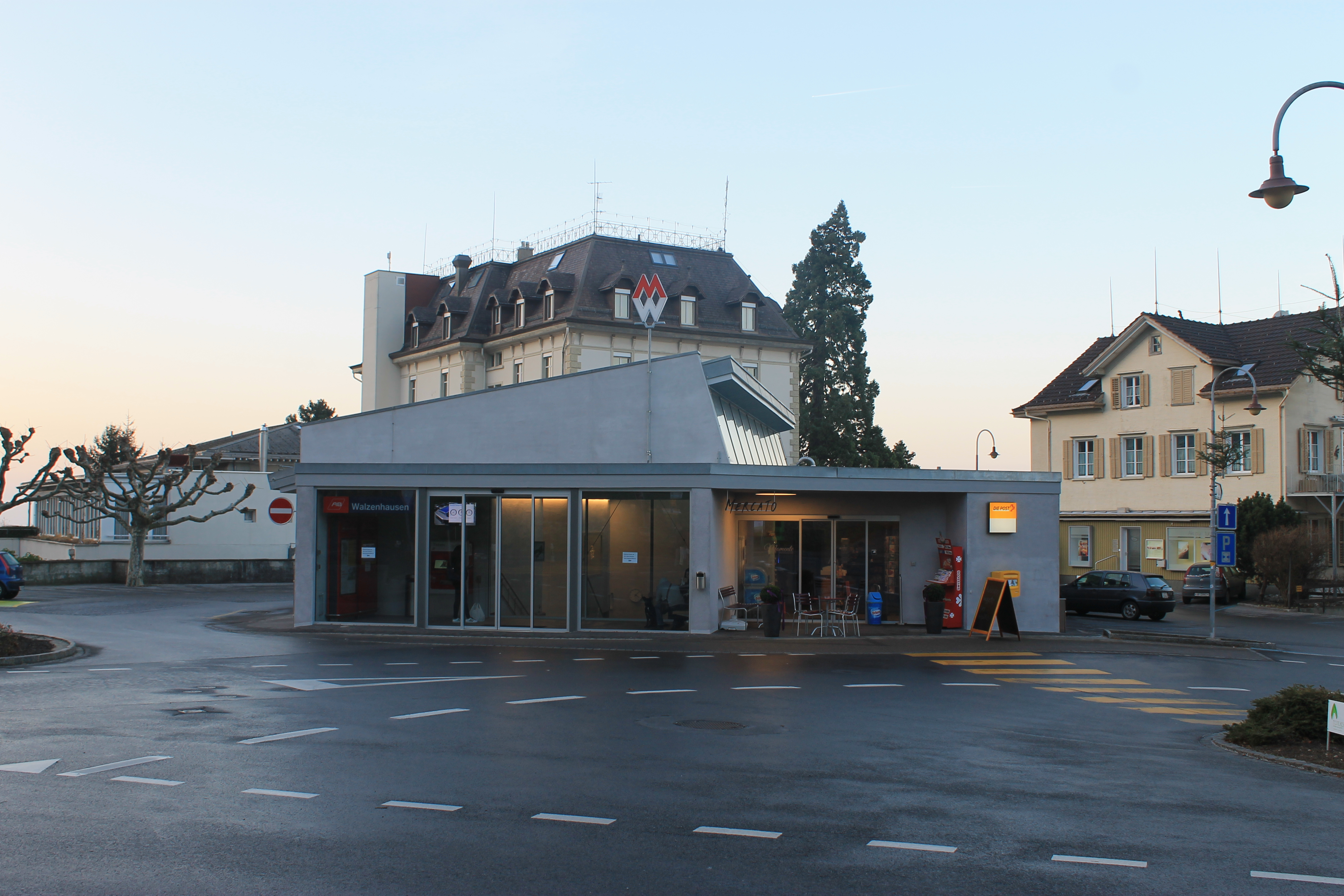
Bahnhof von Walzenhausen, Endstation der Zahnradbahn

1896 wurde die Bergbahn Rheineck-Walzenhausen eröffnet. Anfangs verkehrte sie nur von Ruderbach (St. Margrethen) nach Walzenhausen, auf der Strecke nach Rheineck verkehrte später zusätzlich ein Tram. Gebaut wurde eine touristisch interessante Linie mit zwei Tunnels und drei Brücken über die Hexenkirchlischlucht. Die erste Bahn wurde mit Wasser betrieben, das an der Bergstation in einen Tank eingefüllt wurde und dann den unteren Wagen nach oben zog. In den 1950er-Jahren wurde die Bahn totalerneuert, elektrifiziert und bis nach Rheineck verlängert. Mittlerweile gehört die Bergbahn Rheineck–Walzenhausen zu den Appenzeller Bahnen. Es ist geplant, die Bahn bis 2026 vollständig zu automatisieren.
Ausser dem Anschluss ans Bahnnetz in Rheineck verfügt Walzenhausen auch über regelmässige Postautoverbindungen nach St. Margrethen und Heiden.

## Kultur und Freizeit

### Musik
In Walzenhausen gibt es diverse, zum Teil sehr traditionsreiche Musikvereine. Aktiv sind vor allem Chöre in unterschiedlichen Sparten vom Jodelchor bis zum Projektchor. Der Musikverein hingegen hat sich 2016 aufgelöst.

### Bauwerke

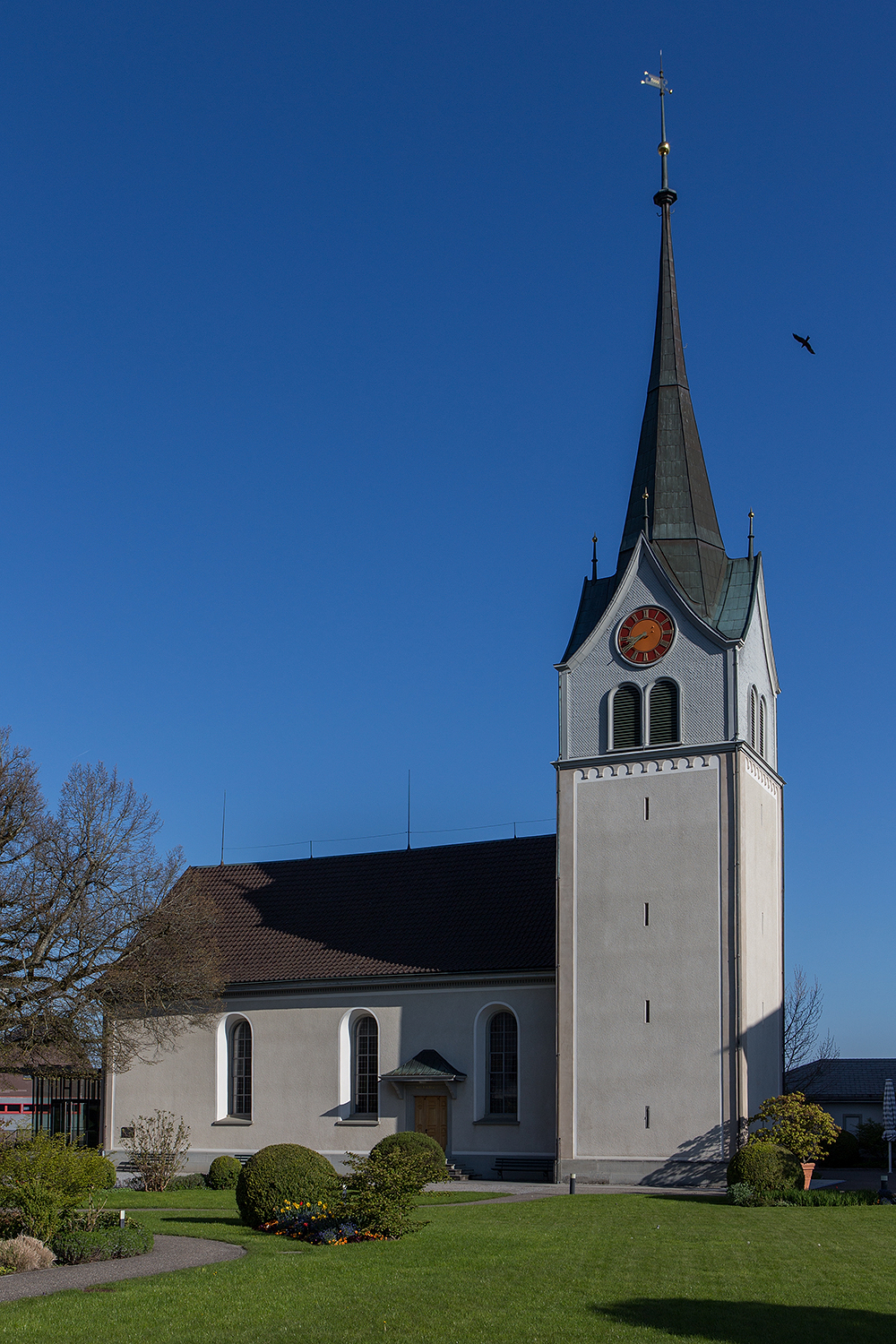
Reformierte Kirche Walzenhausen

Als das Gebiet Unter Hirschberg sich eine eigene Kirche wünschte, wurde der Kehr in Walzenhausen als Ort ausgewählt. Die Mauersteine wurden im «Tüfftobel» gebrochen. Der Bau der Werkmeister Lienhard und Ulrich Kellenberger und von Maurermeister Bartli Künzler wurde 1638 eingeweiht. Der Grundriss ist ein ostwärts gerichtetes Rechteck mit einem an der Südostecke angefügten Turm. Äusserlich ist die Kirche ein schlichter Rechteckbau mit Satteldach. Der Innenraum ist kaum merklich in Schiff und Chor unterteilt und wird von einer farbigen Felderdecke aus Stuck zusammengefasst.
Die Zwirnerei am Eichenbach in der Lachen wurde in den 1860er-Jahren erbaut. Im Haus gibt es ein Wasserrad von 7 Metern Durchmesser, das für den Antrieb der Maschine genutzt wurde und immer noch funktionstüchtig ist. Das Haus wurde 2007 von der Stiftung Zwirneli erworben und seither Schritt für Schritt renoviert. Die Stiftung bezweckt den Erhalt der Zwirnerei als einzigartiges Industriedenkmal des 19. Jahrhunderts. Ausserdem ermöglicht sie Kurse und Seminare zur Geschichte der Industrialisierung, zu ökologischer Nachhaltigkeit und zur Bewusstseinsschulung durch Konzentration in der Stille.
Die Mühle an der Ledi wurde 1742 erbaut. Sie diente zunächst als Getreidemühle, Bäckerei und Restaurant «Gemsli». 1852 wurde die Mühle umgebaut, die Wasserkraft wurde neu für eine Zwirnerei eingesetzt. Das Garn war in der Rideauxstickerei gefragt. Nach dem Niedergang der Textilindustrie wurde das Zwirnen 1939 aufgegeben. Die Ledimühle ist seither ein Wohnhaus.
Im Ortsteil Walzenhausen Platz befindet sich das Kloster Grimmenstein. Es ist bekannt für seine zahlreichen Naturheilmittel, die aus im klostereigenen Garten gezüchteten Kräutern nach alter Tradition hergestellt werden.

### Sport
Im Weiler Ledi gibt es ein kleines Schwimmbad mit einem 33-Meter-Schwimmbecken, einem Sprungturm, einer Rutschbahn, separaten Becken für Nichtschwimmer und Kinder sowie einem Kiosk. Das Freibad ist nur im Sommer geöffnet.
Der Schweizerische Turnverein Walzenhausen ist ein Zusammenschluss verschiedener älterer Turnvereine. Besonders erfolgreich sind die Faustball- und die Volleyballteams. Für das Vereinsleben im Dorf sorgt der Fassdauben-Club, der auch den Funkensamstag und eine «Stobete» durchführt. Einer der traditionsreichsten Vereine sind die Zimmerschützen Dorf, gegründet 1899. Ihr Schiesslokal befindet sich in der Mehrzweckanlage.

### Naherholung
Von Walzenhausen über Wolfhalden nach Heiden führt der Witzweg. Er geht auf eine Initiative von Peter Eggenberger zurück und wurde 1993 eröffnet. Entlang dem 8,5 Kilometer langen Wanderweg sind Tafeln mit Witzen aufgestellt. Der Appenzeller Witz ist auf der Liste der «Lebendigen Traditionen der Schweiz» aufgeführt.
Appenzeller Friedens-Stationen ist ein weiterer Themenweg. Auch er führt von Walzenhausen über Wolfhalden nach Heiden und ist gut 11 Kilometer lang. Die Stationen am Weg thematisieren humanitäre Lebenswerke von bedeutenden Schweizerinnen und Schweizern mit einem Bezug zum Appenzeller Vorderland. Unter ihnen sind Carl Lutz, Gertrud Kurz, Catharina Sturzenegger oder Henri Dunant. Die Friedens-Stationen werden von einem Verein betreut, der auf seiner Webseite auch Materialien zu den Persönlichkeiten bereitstellt.
Im Winter führt eine Schlittelstrecke von Walzenhausen nach Ruderbach, St. Margrethen. Von dort kann man mit der Bergbahn wieder hoch fahren.
Eine beliebte Wanderung führt auf die «Meldegg». Der Aussichtspunkt thront 250 Meter über dem Bodensee und bietet eine gute Aussicht ins Rheintal und nach Vorarlberg. Im Zweiten Weltkrieg hatte der Ort eine strategische Bedeutung. Kurz vor Kriegsende, am 5. Mai 1945, inspizierte General Guisan den auf der Meldegg eingerichteten Fliegerbeobachtungsposten.

### Regelmässige Veranstaltungen
Ab 1910 und bis vor dem 2. Weltkrieg veranstaltete der ACS, Sektion St. Gallen-Appenzell das Bergrennen Rheineck–Walzenhausen–Lachen 18 mal, weiters auch 1947–1954. Ab dem Unfall in Le Mans 1955 wurden Autorennen in der Schweiz verboten. 1970 bis 1986 gab es eine Neuauflage mit auf 1,9 km verkürzter Strecke ab Walzenhausen durch den ACS. Nach einer Umfrage im Gemeindeblatt 2000 führt seit 2007 der Verein Historischer Bergsprint Walzenhausen-Lachen im 3-Jahres-Rhythmus den Bergsprint für Veteranenfahrzeuge durch, zuletzt im August 2022.

## Persönlichkeiten
- Peter Eggenberger (1939–2025), Autor
- Peter Flisch (1886–1977), Lehrer, Regierungsrat und Nationalrat
- Emil Kellenberger (1864–1943), Sportschütze und Olympiasieger
- Konrad Keller-Künzler (1876–1952), Textilunternehmer, Gemeindepräsident, Kantonsrat, Regierungsrat
- Jakob Künzler (1871–1949), Zimmermann, evangelischer Diakon, Krankenpfleger, Laienarzt und Retter von etwa 8'000 armenischen Waisen im Osmanischen Reich
- Carl Lutz (1895–1975), Schweizer Diplomat, Retter von etwa 60'000 Juden in Budapest 1944, Ehrenbürger von Walzenhausen seit 1963
- Cyrill Schreiber (* 1983), Faustballspieler (Nationalmannschaft)

### Ehrenbürger
1955 Ulrich Jüstrich (1903–1985)
1963 Carl Lutz (1895–1975)

## Bilder

Walzenhausen, Reformierte Kirche, Teilaussenansicht, 1910
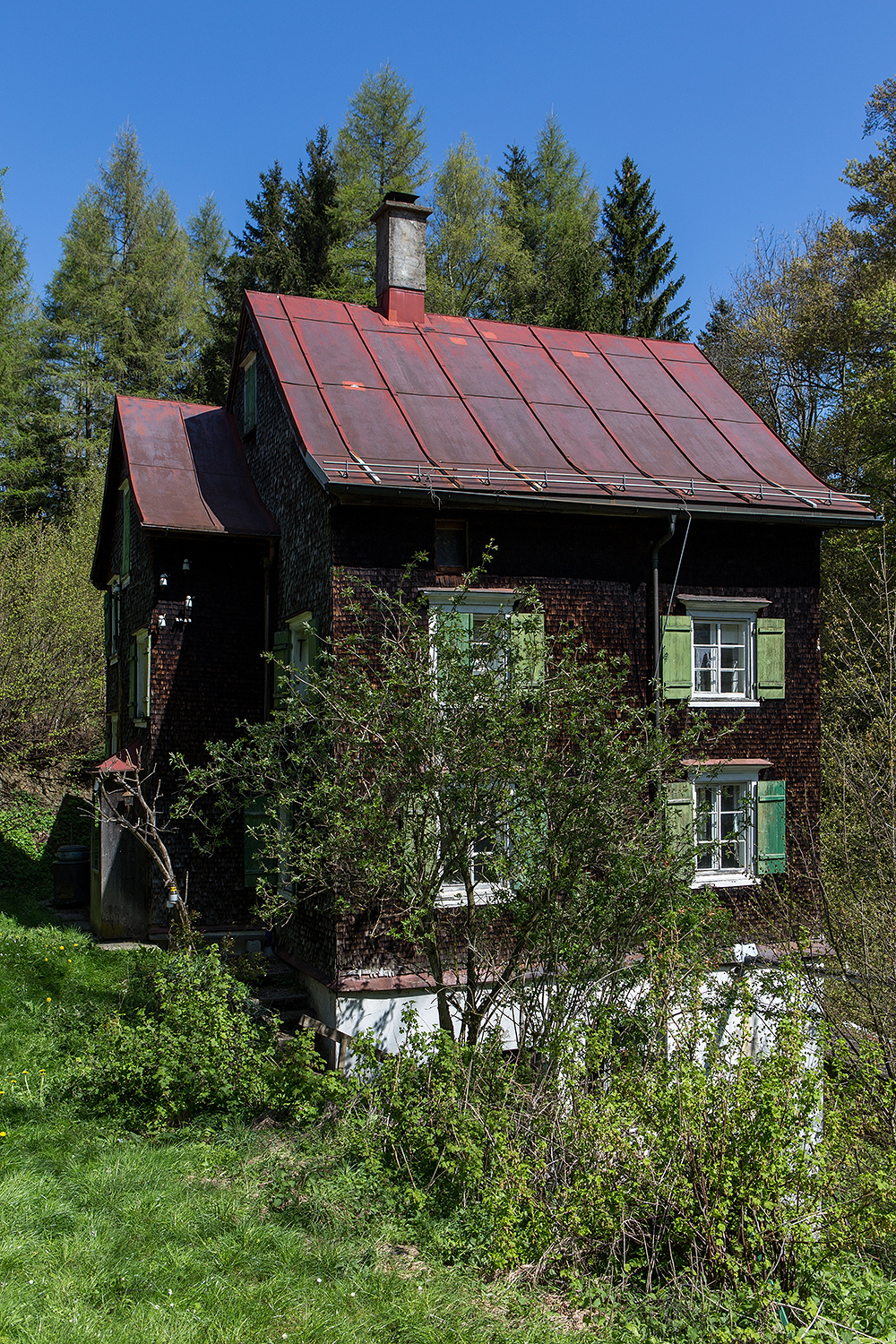
Zwirnerei
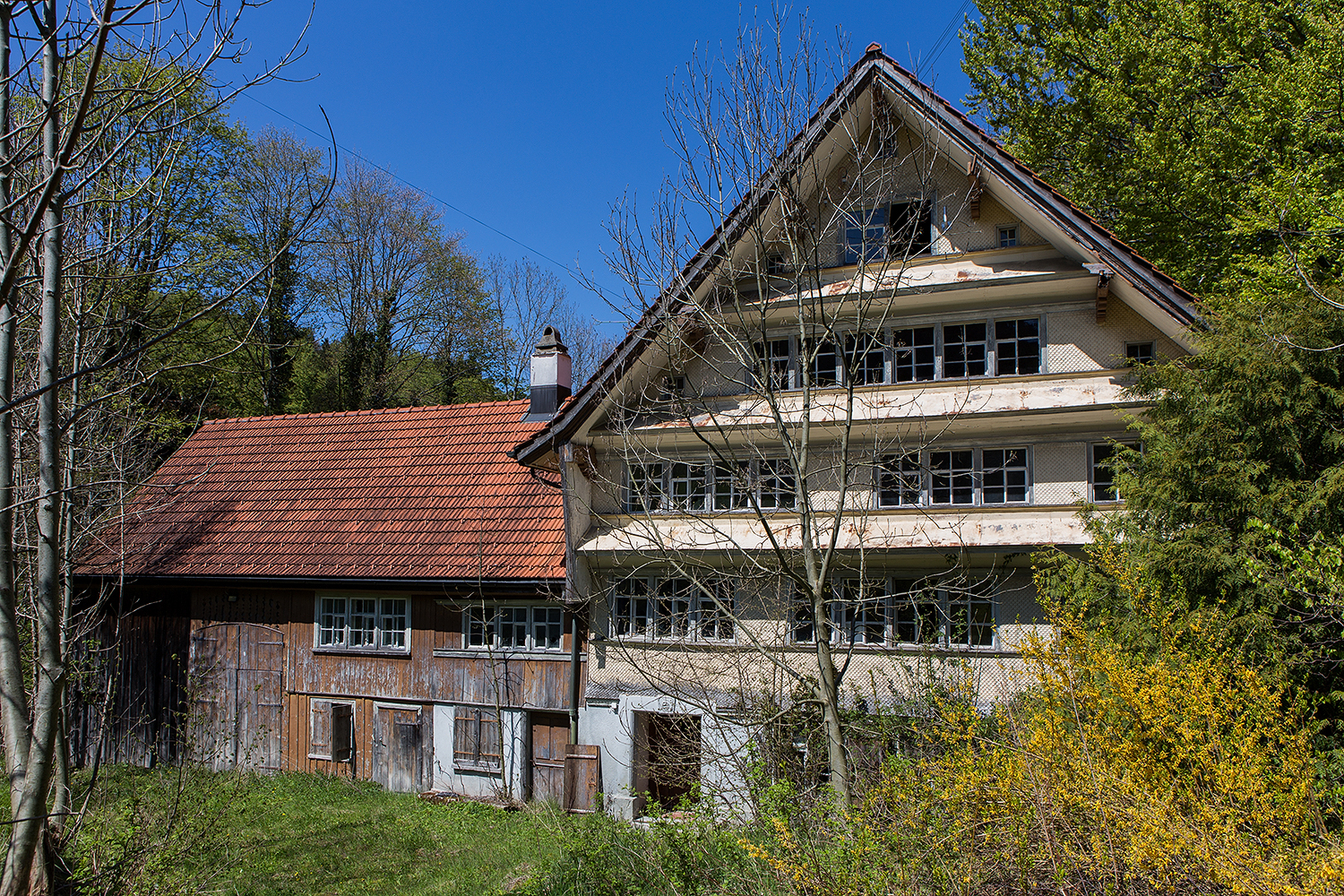
Ledimühle
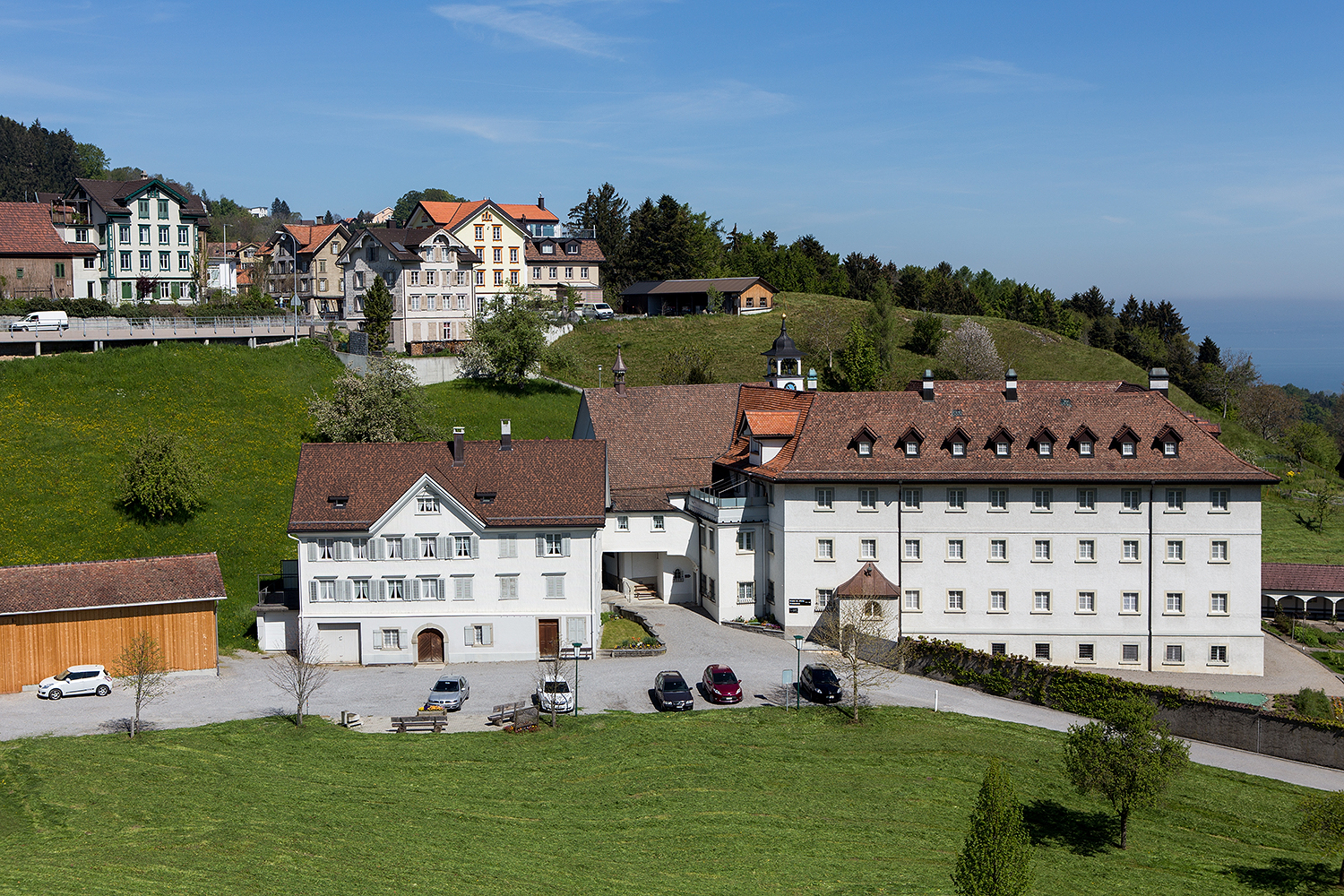
Kloster Grimmenstein